# Баляев, Яков Илларионович
Я́ков Илларио́нович Баля́ев (9 июня 1924, село Кажа Красногорского района Алтайского края — 14 августа 1945, Сейсин, Генерал-губернаторство Корея, Япония) — советский военнослужащий, член ВЛКСМ, участник советско-японской войны, Герой Советского Союза.

## Подвиг
В 1942 году был призван на Тихоокеанский флот и направлен в 355-й отдельный батальон морской пехоты.
Во время советско-японской войны, участвуя в бою за сопку на подступах к порту Сейсин, в разведывательной операции пулемётчик Баляев вызвал на себя огонь врага, что позволило разведчикам засечь расположение огневых точек. Затем прикрывал отход разведывательной группы, участвовал в развившейся атаке позиций противника, перешёл к рукопашному бою. Погиб от пулевого ранения в бою.
Указом Президиума Верховного Совета СССР 14 сентября 1945 года матросу Баляеву Якову Илларионовичу посмертно присвоено звание героя Советского Союза.

## Память
- Имя Героя присвоено Таштагольской школе-интернату в Кемеровской области. Во дворе школы сооружён памятник.
- В 1965 году (20-летие Победы над фашистской Германией) в районе Минного городка во Владивостоке одна из улиц была названа именем Якова Баляева. Во Владивостоке в его честь установлен обелиск, а на улице его имени — мемориальная доска.
- В честь Якова Баляева были названы речные суда, работавшие на Телецком озере на Алтае: теплоход типа ОМ и впоследствии катер МЧС типа КС-110−75.
- Приказом Министра обороны СССР Я. И. Баляев был навечно зачислен в списки личного состава одной из частей Военно-Морского Флота.
- В 2015 году Имя Героя Советского Союза Якова Баляева присвоено катеру Центра ГИМС МЧС России по РА https://altai-republic.ru/news_lent/news-archive/13026/
- Именем Героя — «Яков Баляев» — назван пятый тральщик проекта 12700 (заложен 26 декабря 2017 года на Средне-Невском судостроительном заводе, спущен на воду 29 января 2020 года[2]), вошедший в состав Тихоокеанского флота в декабре 2020 года[3]. Крестной матерью противоминного тральщика стала внучатая племянница Героя - Баляева Полина Вениаминовна.
- В 2019 году именем Героя Советского Союза Якова Баляева названо муниципально общеобразовательное учреждение "Турочакская среднеобразовательная школа имени Героя Советского Союза Якова Илларионовича Баляева" "Турочакская среднеобразовательная школа имени Героя Советского Союза Якова Илларионовича Баляева"
- Именем Героя Советского Союза Якова Баляева названа средняя общеобразовательная школа №9 города Таштагол Кемеровской области средняя общеобразовательная школа №9 города Таштагол Кемеровской области